# Бедренко Микола Васильович
Микола Васильович Бедренко (9 вересня 1923 — 3 липня 1985) — учасник Другої світової війни, сапер 7-го окремого гвардійського повітряно-десантного батальйону 1-ї гвардійської повітряно-десантної дивізії 53-ї армії 2-го Українського фронту, Герой Радянського Союзу (28.04.1945), гвардії єфрейтор.

## Біографія
Народився 9 вересня 1923 року в селі Казанка Оренбурзької губернії нині Зіанчуринського району Башкортостану. Росіянин. Освіта початкова. Член ВКП(б) з 1945 року. Працював слюсарем у колгоспі «Касмарт», радгоспі «Вівчар» Зіанчуринського району.
В Червону Армію призваний у березні 1942 року Зіанчуринським райвійськкоматом Башкирської АРСР.
На фронтах Другої світової війни з серпня 1942 року. Воював на Воронезькому, Північно-Західному, Сталінградському, 2-му Українському і 2-му Далекосхідному фронтах, брав участь у Сталінградській битві, визволенні України, Молдови, Румунії, Угорщини та Чехословаччини. Двічі важко поранений і двічі контужений.
Гвардії єфрейтор М.В. Бедренко особливо відзначився при форсуванні річки Тиса в районі міста Тисаселлеш (Угорщина). В ніч з 4 на 5 листопада 1944 року Микола Бедренко переправляв групу дивізійних розвідників на західний берег річки Тиси. Коли човен досяг середини річки, їх зустрів шквал кулеметного вогню. М.В. Бедренко, маневруючи під вогнем, підгріб до берега і, висадившись разом з розвідниками, взяв участь у бою, в результаті якого противник був вибитий з траншей протягом 600 метрів по фронту, що дало можливість переправити особовий склад полку, закріпитися на зайнятому плацдармі і розширити його.
При перевезенні бійців 3-го стрілецького полку човен була розбито вибухом міни, М.В. Бедренко вплав дотягнув його до берега, вилив воду і, незважаючи на те, що весь вимок у крижаній воді, продовжував перевозити бійців та боєприпаси, зробивши за ніч тридцять рейсів.
Указом Президії Верховної Ради СРСР від 28 квітня 1945 року єфрей тору Бедренко Миколі Васильовичу присвоєно звання Героя Радянського Союзу з врученням ордена Леніна і медалі «Золота Зірка» (№ 7421).
Бойовий шлях Бедренко закінчив у Празі. 24 червня 1945 року він брав участь в історичному Параді Перемоги на Красній площі у Москві.
М.В. Бедренко брав участь у Радянсько-японській війні 1945 року.
Після війни М.В. Бедренко жив у місті Мєдногорську Оренбурзької області. У 1950 році переїхав у Казахстан у місто Талгар Алма-Атинській області, працював шофером. Помер 3 липня 1985 року.

## Нагороди
- Медаль «Золота Зірка» Героя Радянського Союзу (№ 7421)
- Орден Леніна
- Орден Вітчизняної війни I ступеня (06.04.1985)[3]
- Медалі, в тому числі:
  - Медаль «За відвагу» (04.06.1944)[4]
  - Медаль «За відвагу» (20.09.1944)[5]
  - Медаль «За перемогу над Німеччиною у Великій Вітчизняній війні 1941—1945 рр.»
  - Медаль «20 років перемоги у Великій Вітчизняній війні 1941—1945 рр.»
  - Медаль «30 років перемоги у Великій Вітчизняній війні 1941—1945 рр.»
  - Медаль «40 років перемоги у Великій Вітчизняній війні 1941—1945 рр.»